# セーラー・ジェリー
セーラー・ジェリー（英: Sailor Jerry、1911年1月14日 - 1973年6月12日）は、アメリカ合衆国の刺青師。オールドスクール（伝統的なアメリカンタトゥー）の父とも称される。本名、ノーマン・キース・コリンズ（Norman Keith Collins）。
セーラー・ジェリーは、10代のときからアメリカンドリームを求めてさまようバックパッカーであった。小銭を稼ぐために、黒インクと針だけで彫るタトゥーの技法を取得。その後、シカゴにたどり着き、有名な彫り師に弟子入りして、機器の使い方を学んだ。また、アメリカ海軍に入隊。ホノルルに招集され、第二次世界大戦を経験する。海軍を退役した後はホノルルに居住し、兵士や水兵たちに刺青を彫ったことで有名となった。
彼は自分の作品のコピーを大変嫌い、少しでもそれらがあった場合、自分が彫ることを拒んだ。座右の銘は、"I haven't done my best yet, only my best so far."（自分はまだベストを尽くしきれていない）であった。晩年は、ラジオ番組を持ったり、ジャズバンドを組んででツアーを行ったりと、マルチな面を発揮。最期は心臓発作で亡くなった。
セーラー・ジェリーが好んで飲んでいたと言われるスパイスト・ラム（ラム酒）をセーラー・ジェリーと名付けてウィリアム・グラント&サンズが販売した。